# Gazeta Naddniestrzańska
Gazeta Naddniestrzańska — політичний опозиційний часопис Дрогобича та Дрогобицького краю, соціал-національного спрямування.
Засновником, видавцем та редактором був Едмунд Леон Солецький. Перше число побачило світ 16 лютого 1884. Газета проіснувала до 15 квітня 1889 року. Виходила у другу суботу кожного місяця. Повна назва часопису була — «Gazeta Naddniestrzańska. Dwutygodnik polityczno-ekonomiczno-społeczny. Organ demokratyczny».
Як свідчать редакційні статті, видавці мали намір перетворити газету на тижневик, проте, через фінансові причини, такі плани не були реалізовані. Фактично, це була єдина польська газета Дрогобича доби галицької автономії, що виходила такий тривалий час. Формат газети — шість, іноді чотири сторінки, поодинокі числа мали вісім сторінок. Іноді в газетах трапляються вкладки із програмними публікаціями суспільно-політичного змісту. Текст на сторінці було розбито на три колонки. Газета друкувалася не в Дрогобичі, а у Львові, в друкарні Наукового Товариства імені Шевченка.
у 1884 р. з редакцією газети співпрацював молодий польський соціаліст І.Дашинський, згодом — один із лідерів польської соціал-демократичної партії Галичини. Певний час тісні контакти із часописом підтримував відомий український громадський і культурний діяч Павло Кирчів.
Вже зміст першого числа газети виразно окреслив позиції її видавців. Воно містило односторінкову вкладку — програму «Газети Наддністрян ської», опубліковану польською та українською мовами. Найбільша кількість публікацій у «Газеті Наддністрянській» була присвячена обговоренню національних відносин у краї, передусім, шляхам налагодження польсько-українського порозуміння.